# شهرستان هیگاشی‌موروکاتا، میازاکی

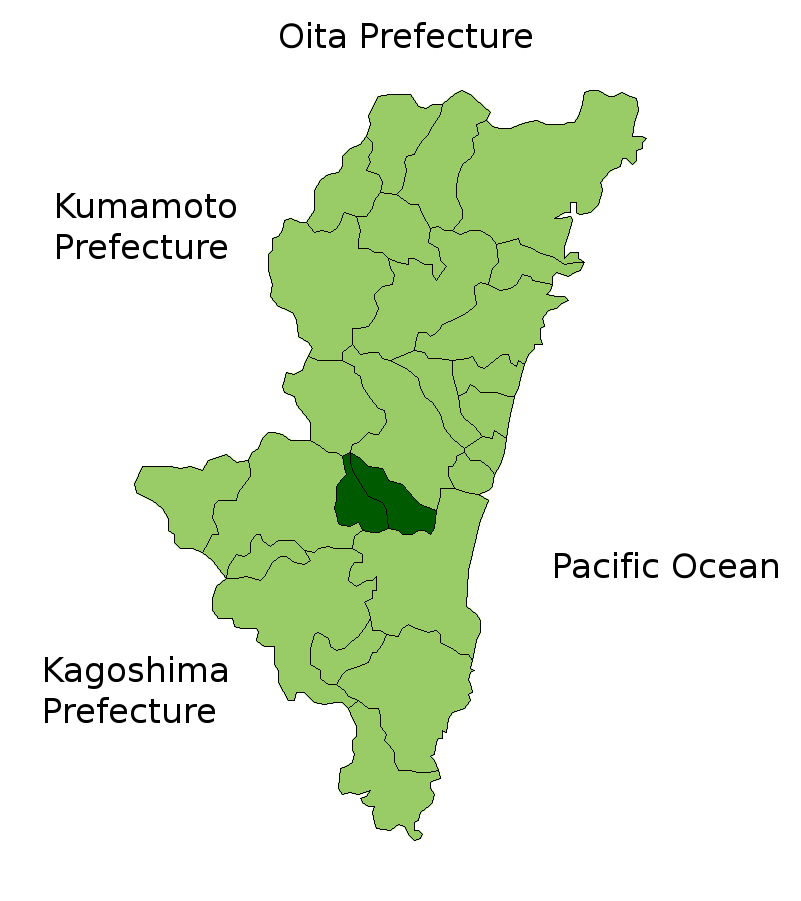

شهرستان هیگاشی‌موروکاتا (انگلیسی: Higashimorokata District, Miyazaki) یکی از شهرستان‌های ژاپن است که در استان میازاکی در ژاپن واقع شده‌است.